# Jaroslav Volak
Jaroslav Volak (født 7. juli 1915) var en østrigsk håndboldspiller, som blandt andet deltog i OL 1936.
Han var en del af det østrigske håndboldlandshold, som vandt sølvmedalje. Han spillede i tre kampe, heriblandt finalen.